# John Perkins Ralls
John Perkins Ralls (* 1. Januar 1822 in Greensboro, Georgia; † 22. November 1904 in Gadsden, Alabama) war ein US-amerikanischer Arzt und Politiker. Ferner war er seit dem 19. Lebensjahr ein Methodistenpastor.

## Werdegang
John Perkins Ralls wurde ungefähr sieben Jahre nach dem Ende des Britisch-Amerikanischen Krieges im Greene County geboren. Über seine Jugendjahre ist nichts bekannt. Er graduierte im Frühjahr 1840 am Medical College in Augusta (Richmond County) und begann dann im Sommer 1844 in Cassville (Bartow County) zu praktizieren. Wegen weiterer medizinischer Studien war er von 1846 bis 1847 in Paris (Frankreich). Seine Studienjahre und die ersten Jahre als Arzt waren von der Wirtschaftskrise von 1837 überschattet und die Folgejahre vom Mexikanisch-Amerikanischen Krieg. Am 1. August 1847 heiratete er in Cassaville Agnes Mary Hamilton († 1899), Tochter von Sarah T. Blount und Joseph Hamilton. Das Paar bekam acht gemeinsame Kinder, von denen sechs das Erwachsenenalter erreichten. 1850 zog die Familie nach Alabama, wo sie sich im Cherokee County niederließ. Er vertrat Anfang 1861 als Delegierter das Cherokee County in der Sezessionsversammlung. Im November 1861 wurde er für den dritten Wahlbezirk von Alabama in den ersten Konföderiertenkongress gewählt, wo er am 18. Februar 1862 seinen Posten antrat. Bei seiner Wiederwahlkandidatur 1863 für den zweiten Konföderiertenkongress erlitt er eine Niederlage und schied dann am 17. Februar 1864 aus dem Konföderiertenkongress aus. Nach dem Ende des Bürgerkrieges nahm 1875 als Delegierter an der Verfassunggebenden Versammlung von Alabama teil. Ralls saß 1878 im Repräsentantenhaus von Alabama.
Ralls verstarb nach mehrwöchiger Krankheit im Alter von 82 Jahren in Gadsden (Etowah County) und wurde dann dort auf dem Forrest Cemetery beigesetzt.